# De Pol (Drenthe)
Pour les articles homonymes, voir De Pol.
De Pol est un hameau dans la commune néerlandaise de Noordenveld, dans la province de Drenthe.